# Ghiacciaio MacNamara
Il Ghiacciaio MacNamara (in lingua inglese: MacNamara Glacier) è un ghiacciaio antartico che fluisce in direzione nordest tra le Thomas Hills e le Anderson Hills, per andare a confluire nel Foundation Ice Stream; è situato nel Patuxent Range dei Monti Pensacola, in Antartide. 
Il ghiacciaio è stato mappato dall'United States Geological Survey (USGS) sulla base di rilevazioni e foto aeree scattate dalla U.S. Navy nel periodo 1956-66.
La denominazione è stata assegnata dall'Advisory Committee on Antarctic Names (US-ACAN), in onore di Edlen E. MacNamara, ricercatore americano dell'United States Antarctic Research Program che ha partecipato al programma di scambio con i colleghi russi passando l'inverno del 1967 alla Stazione Molodëžnaja.